# American Friends Service Committee
De American Friends Service Committee (AFSC) is een organisatie verbonden met het Genootschap der Vrienden (quakers), die zich inzet voor vrede, mensenrechten en afschaffing van de doodstraf. De groep werd opgericht in 1917 door leden van de Amerikaanse tak van het Genootschap der Vrienden en slachtoffers van de oorlog.
Omdat de quakers traditioneel gezien geweld afzweren en derhalve niet in het leger dienen, was het oorspronkelijke doel van de AFSC om dienstweigeraars die werden opgeroepen om in een oorlog te vechten te helpen bij het vinden van een goed alternatief voor hun dienstplicht. In 1947 ontving de AFSC de Nobelprijs voor de Vrede samen met de Quaker Peace and Social Witness.

## Geschiedenis
In april 1917, toen de Verenigde Staten deel gingen nemen aan de Eerste Wereldoorlog, kwam een groep quakers bijeen in Philadelphia om de mobilisatie van het leger te bespreken en hoe dit van invloed zou zijn op leden van pacifistische kerken. Ze ontwikkelden samen het idee voor alternatieve dienst die kon worden uitgevoerd in de gevechtszones in Frankrijk. Ze ontwikkelden ook plannen om nauwer samen te werken met het Amerikaanse leger.
Naast de alternatieve dienst, verzamelde de AFSC ook kleding en voedsel voor de oorlogsslachtoffers in Frankrijk. Tevens zond de AFSC jonge mannen en vrouwen naar het front om de soldaten daar bij te staan met medische zorg.
Na de oorlog ging de AFSC samenwerken met Rusland, Siberië en Polen voor wezen en slachtoffers van hongersnood of ziekte. Tijdens de jaren 30 en 40 van de 20e eeuw hielp de AFSC vluchtelingen uit nazi-Duitsland, en bood steun aan kinderen van beide kanten van de Spaanse Burgeroorlog. Na de Tweede Wereldoorlog hielpen ze mee met heropbouwing in Europa, Japan, India en China.
In de Verenigde Staten zet de AFSC nog altijd de quakertraditie voort om de Amerikaanse burgerrechtenbeweging te steunen. De AFSC werkt eveneens als vredesbeweging.

## Kritiek
Tijdens de Koude Oorlog werd de AFSC ervan beschuldigd het communisme te steunen daar ze hulp boden aan illegale immigranten. Ook kwam er in de jaren zeventig kritiek van binnen de quakers zelf, die vonden dat de AFSC het oorspronkelijke doel van de quakers uit het oog verloor.